# Movimiento Social Patriota
El Movimiento Social Patriota (MSP) es un grupo neofascista, neonazi y de tercera posición chileno formado en abril de 2017 por el asesor jurídico Pedro Kunstmann Pérez y el exdetective Erwin Stock. Adquirieron cierta relevancia entre 2018 y 2019, entrando en inactividad posterior al estallido social en Chile, proceso que apoyaron.
A los militantes del movimiento se les llama o denomina "socialpatriotas".

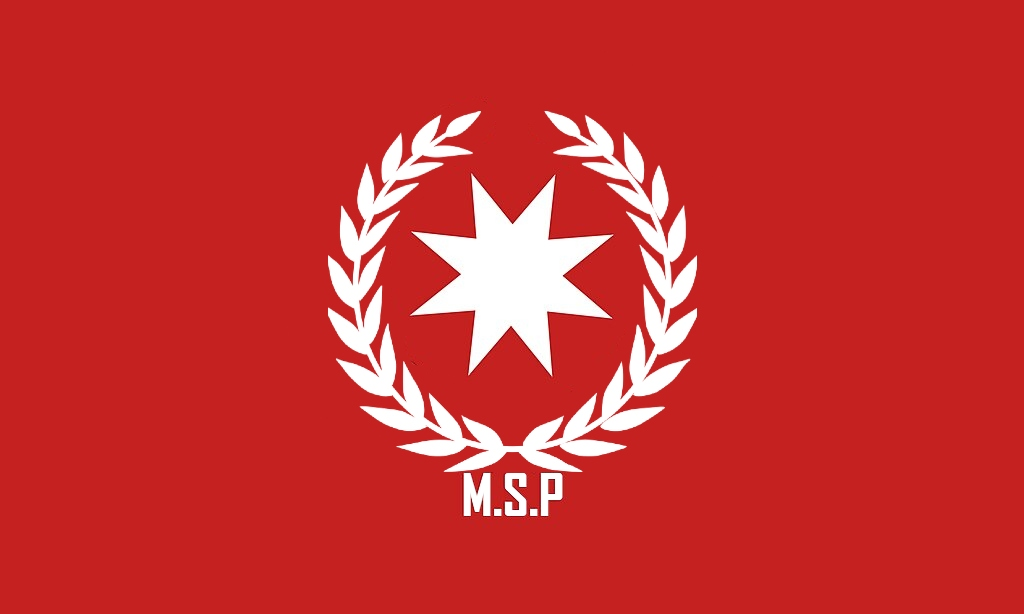
Bandera del Movimiento SocialPatriota.

## Ideología
Descrito ampliamente como neonazi, este sería el grupo de esta ideología que mayor visibilidad ha tenido en Chile durante los últimos años, provocando bastante revuelo en redes sociales y polémicas con sus dirigentes.
El movimiento niega cualquier inspiración en los ideales neonazis, resaltando a la organización como basada en los ideales «nacional-populistas antiglobalitarios». Pese a esto, señalan como fuente de inspiración tanto al Movimiento Nacional-Socialista como a los escritores racistas Nicolás Palacios y Miguel Serrano Fernández. De este último dicen rescatar su concepto de "nacionalismo-telúrico".
Se ha dicho que se hacen valer de noticias falsas y teorías de la conspiración para fundamentar su posición.Se definen como antiliberales y anticapitalistas.
El movimiento es partidario de la invasión rusa a Ucrania iniciada por Vladímir Putin en 2022 y a través de la editorial del movimiento venden textos del ideólogo ruso eurasianista, Aleksandr Duguin.

## Historia

### Auge mediático (2017-2019)
El MSP se formó a principios de 2017 mayoritariamente por jóvenes de Peñalolén, quienes tomaron el ejemplo de CasaPound en Italia, Amanecer Dorado en Grecia y Hogar Social en Madrid para crear el movimiento, llamándose inicialmente “Club León”, bajo el programa “Rescate Social Patriota”.El grupo comenzó como una escisión del movimiento neonazi Acción Identitaria.
Sus primeras acciones fueron en 2017 contra el Movimiento de Integración y Liberación Homosexual (MOVILH) y su vocero Rolando Jiménez, a quien además habrían amenazado. A principios de 2018 llamaron la atención con el lienzo «Yerko Puchento, maricón maltratador de mujeres» —en alusión al actor Daniel Alcaíno, quien días antes había tratado de prostituta a la modelo Daniella Chávez—. En junio de 2018 colgaron muñecos vestidos de sacerdotes desde el cuello con la consigna «cura abusador, a la horca por traidor» y más tarde otro cartel con un texto tránsfobo atacando a la actriz Daniela Vega.
Una de sus acciones más polémicas ocurrió cuando derramaron pintura roja durante una de las manifestaciones feministas en Chile de 2018 para protestar contra la demanda por el aborto libre. Ese mismo día, se les acusó haber sido responsables del apuñalamiento de tres jóvenes manifestantes,

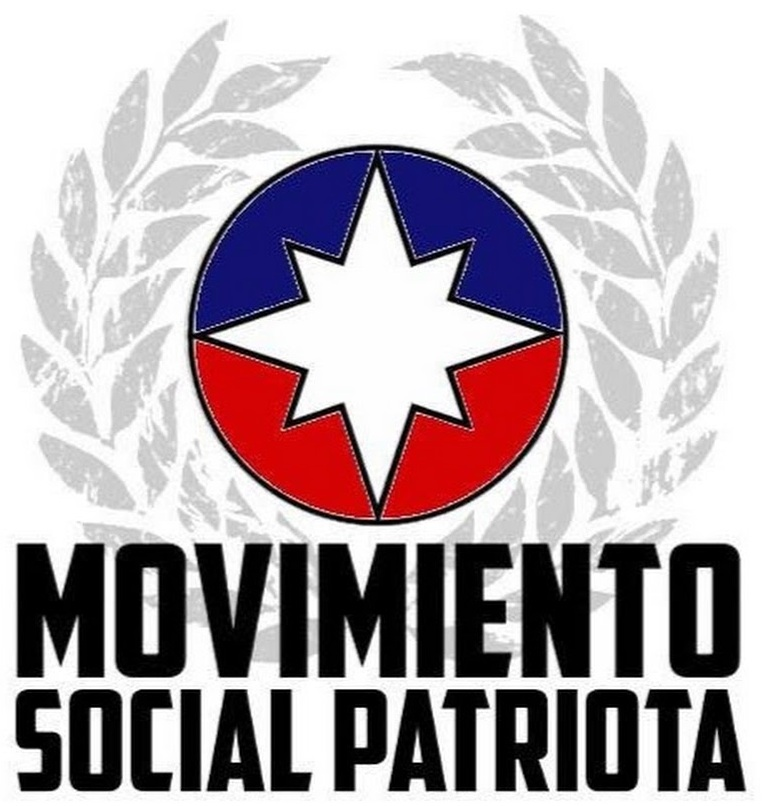
Logotipo del MSP en 2018.

El movimiento participó en la «Marcha por Jesús» de carácter provida convocada por la iglesia evangélica el 27 de octubre de 2018, sucediendo incidentes con detractores antifascistas de ésta.
En 2019 fueron los principales organizadores de la «Marcha por Chile», una convocatoria contraria a la inmigración masiva y contra la nueva ley de inmigración del segundo gobierno de Sebastián Piñera. Fue descrita como "xenófoba" y "racista" por algunos medios de comunicación —lo cual fue desmentido más tarde en entrevistas dadas por los militantes— y que, en primera instancia, había sido prohibida por la Intendencia Metropolitana dirigida por Karla Rubilar debido al llamado a portar bastones retráctiles para la defensa de la marcha que realizaron otros movimientos y la denuncia de este hecho interpuesta por el diputado Alejandro Navarro junto con el Colegio de Abogados de Chile y el Instituto Nacional de Derechos Humanos quienes exigieron que la intendencia metropolitana denegara el permiso a la realización de la marcha. Días más tarde fue autorizada y, pese a que tuvo una convocatoria de poco más de 70 personas, generó algunos enfrentamientos con contramanifestantes. El llamado al porte de elementos de defensa a la marcha surgió ante las amenazas de ataque por grupos contrarios antifascistas, quienes se contramanifestaron el mismo día que se llevó a cabo la manifestación. Pedro Kunstmann informó que asistieron "500 chilenos".
Intentaron consolidarse como partido político a fines de 2019 y usaron por corto tiempo el nombre de Partido Social Patriota; sin embargo, la iniciativa fracasó debido a falta de firmas mínimas.
En febrero de 2020 fueron acusados por militantes comunistas del supuesto lanzamiento de cócteles Molotov en una actividad que encabezaba el alcalde de Recoleta, Daniel Jadue.

### Apoyo al «Estallido social» y posterior inactividad (2019-)
El día posterior al denominado estallido social en Chile, el Movimiento Social Patriota publicó un comunicado oficial en que el que saludaban el pronunciamiento popular de la siguiente forma:

«Chile murió con la dictadura, pero hoy, renace. Nosotros, el pueblo, somos Chile. Joven chileno, toma tu bandera y sal a la calle a reconquistar tu patria, este es sólo el comienzo de una lucha por todo»
Movimiento Social Patriota sobre el Estallido social (2019)

Participaron activamente en las manifestaciones de Plaza Baquedano y meses después pidideron a sus militantes no votar por la opción «Rechazo» en el Plebiscito nacional de Chile de 2020, alejándose de las posturas más extremas de la derecha chilena. El grupo decidió votar «Nulo» en dicho referendo, sin embargo, en 2022, durante el proceso que concluía la propuesta articulada por el mencionado Estallido social, MSP optó por llamar a votar Rechazo.
En 2022, Rodrigo Pérez de Arce, investigador del think-tank socialcristiano IES, señalo que la inactividad y pérdida de relevancia del grupo obedece a tres causas principales: la amplia difusión de la poca convocatoria que tuvo su "Marcha por la Chilenidad"; el nulo acogimiento del público en las protestas de 2019 y 2020; y a que, en sus palabras "estos grupos tienen una dinámica: aparecen, generan mucho ruido, hacen un escándalo tremendo con acciones de protesta muy comentadas, pero después no logran convertirse en nada estable. Aquí, en concreto, hubo un intento de transformarse en partido y eso fracasa. Todo esto hace que, después con la pandemia, este movimiento pierda vigencia". Señaló además, que "la manera en que articulaban políticamente el malestar no tenía mucha conexión ciudadana" y que mucho de su ya escasa militancia pasó al naciente Partido de la Gente, en el que militaron sus dos principales exlíderes, el actual diputado Gaspar Rivas y el abogado Pedro Kunstmann.
Para Julio Cortés Morales, investigador de CIPER, tras la llegada de Rivas a la Cámara de Diputados "sus declaraciones son sistemáticamente celebradas por Pedro Kuntsmann, quien incluso ya propone llevarlo de candidato presidencial." Rivas termina siendo expulsado del Partido de la Gente tras propiciar la elección de Karol Cariola -a quien los "social-patriotas" habían acosado años antes- como presidenta de la Cámara de Diputados de Chile, y su relación actual con el nacionalismo no es clara; Pedro Kunstmann, por su parte, cesó todo activismo político.

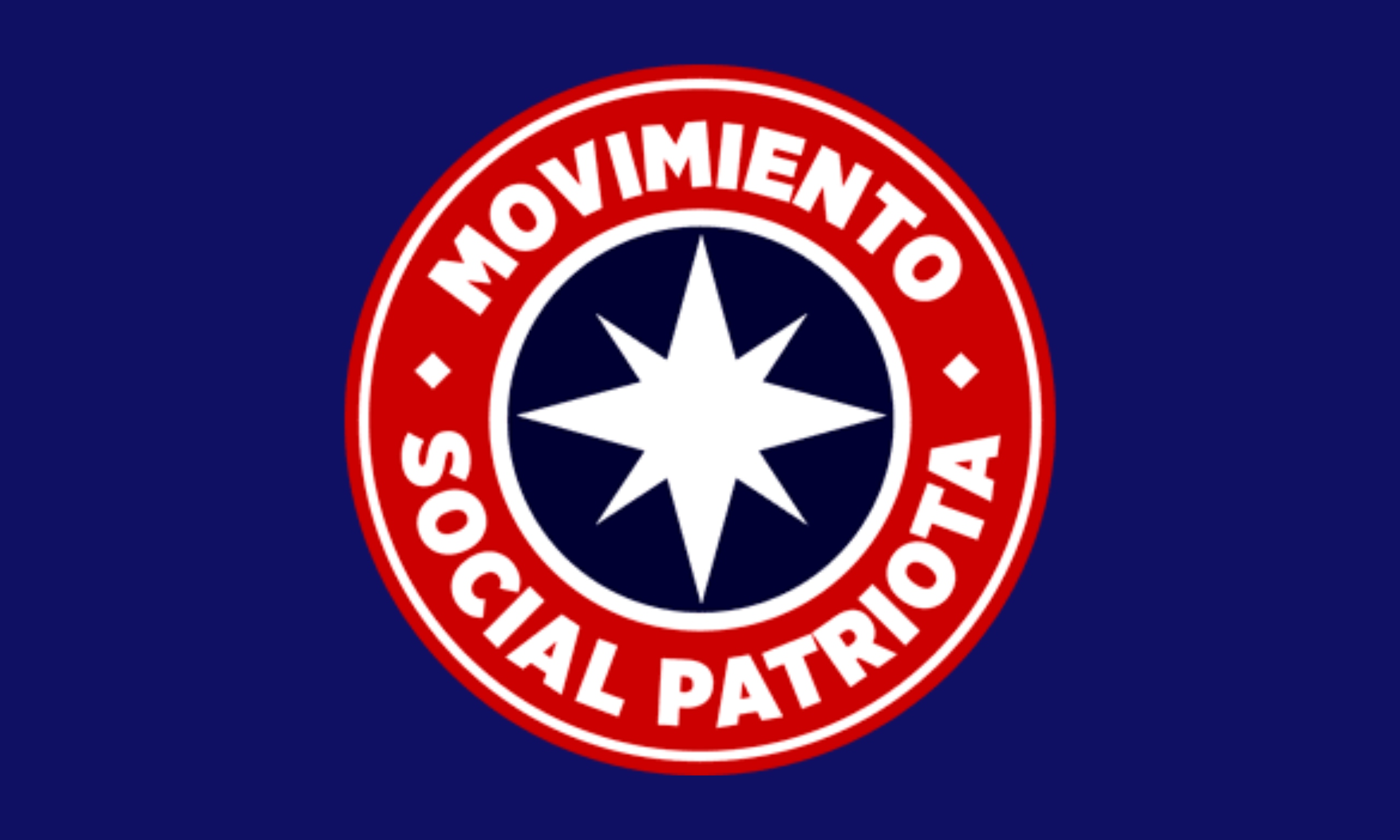
Variante de bandera con fondo azul, comúnmente utilizada por el Movimiento en sus eventos y videos.

## Motín Estudiantil (2018-2019)
Motín Estudiantil fue el «brazo estudiantil» de la agrupación, que alcanzó notoriedad por empapelar liceos emblemáticos con mensajes de odio. A través de estas intervenciones, calificaron a quienes estuvieran a favor de los paros y demandas estudiantiles de «flojos» y «terroristas».
La vocera de la Asamblea Coordinadora de Estudiantes Secundarios (ACES) en ese tiempo, Amanda Luna Cea, comentó que la agrupación está «intentando instalar el ala más radical de la derecha ultra conservadora. Dan mensajes que hace mucho tiempo no se daban de forma tan potente y menos de un grupo tan organizado como es ahora y eso para el movimiento estudiantil es complejo»; además, acusó a la agrupación de amedrentar a estudiantes para que estos dejasen de movilizarse y hostigarlos para que se unan a Motín Estudiantil.

## Líderes del Movimiento
| Titular               | Inicio                | Fin                   |
| --------------------- | --------------------- | --------------------- |
| Pedro Pablo Kunstmann | 30 de abril de 2017   | 18 de mayo de 2019    |
| Gaspar Rivas          | 18 de mayo de 2019    | 18 de octubre de 2019 |
| Pedro Pablo Kunstmann | 18 de octubre de 2019 | 12 de enero de 2022   |
| Francisco Tudela      | 12 de enero de 2022   | 31 de enero de 2023   |
| Fernando Andrade      | 15 de febrero de 2023 | en el cargo           |